# 奧比島 (遊戲)
奧比島是以奧比（熊）为主题人物的儿童在线游戏社区类网站，于2008年9月25日公测，面向中国6至14岁儿童。由廣東省阿爾創通信技術有限公司開發，現在由广州百田信息科技有限公司營運。该游戏使用Adobe Flash Player驱动，属于点卡道具收费网络游戏。
奥比岛官方手游《奥比岛：梦想国度》于2022年7月12日发布，由雷霆游戏代理发行，游戏采用Unity引擎制作，由广州百田信息科技有限公司出版。

## 游戏背景
奥比岛在一个一望无际的大洋上。岛上既有美丽风光，也有繁华都市。岛上有许多的比赛、活动与工作，还有许多古老而神秘的传说。奥比们共同建设自己的家园，剧情也围绕该岛展开。

## 遊戲玩法
玩家可以在該遊戲玩一些小遊戲、養精靈、结交好友、打招呼、打理家園、买衣服和做任務等等。
遊戲代幣使用“金币”、“奧币”、“晶鑽”。金币通过打工、做任務、玩遊戲以及在特殊节日中获得；奧币由充值获得，可買一些金币买不到的道具；晶鑽由奥币兌換獲得，可買一些金币買不到的道具。

## 人物介绍
| 姓名       | 特徵、介紹                             |
| 天极老爷爷 | 知识渊博、行踪神秘                     |
| W阿姨      | 和蔼可亲、热情，而且助人为乐的报纸主编 |
| 小耶       | 引领潮流、时尚前卫的服装设计师         |
| 威威       | 明察秋毫、聪明灵敏的探长               |
| 黑超乐队   | 每次出场都会引起尖叫的乐坛领袖         |

## 游戏评价

### 正面评价
本游戏受到玩家好评，多次进入百度风云榜网页游戏前十名。
多玩游戏认为，该游戏画面像“儿童的简笔画涂鸦，别有一番谐趣。”服饰绚丽，建筑风格充满童真。有防沉迷设置，但还需加强。
该游戏开发商广州百田也因此游戏获得“2012中国十大新锐游戏企业奖”。

### 负面评价
因為比摩爾莊園遲開發及玩法多处相似，被摩尔庄园玩家批评。然而亦有奥比岛玩家认为摩尔庄园抄袭奥比岛，互相指责。

## 条目注脚
1. ↑  摩尔庄园2007年就在开发。2008年3月内测，2008年4月28日公测。奥比岛于2008年9月25日开放。

## 外部連結
- 奥比岛官方网站 （页面存档备份，存于）